# 皮丘皮丘火山

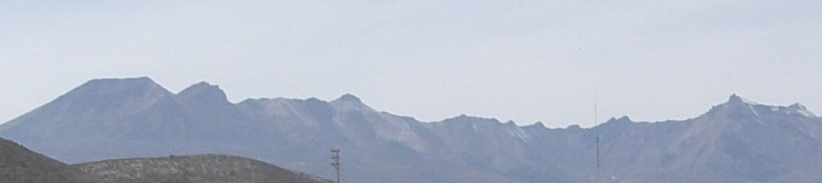

皮丘皮丘火山是秘魯的火山，位於該國南部，距離阿雷基帕32公里，屬於安第斯山脈的一部分，海拔高度5,664米，是熱門的旅遊地點。

## 外部連結
- "Nevado Pichu Pichu" on Summitpost （页面存档备份，存于）
- "Pichu Pichu, Peru" on Peakbagger （页面存档备份，存于）